# Journalistenpreis Bürgerschaftliches Engagement
Der Journalistenpreis für Bürgerschaftliches Engagement der Robert Bosch Stiftung wurde von 1998 bis 2012 jährlich an Journalisten deutschsprachiger Medien vergeben.
Mit dem Preis ehrte die Stiftung Autoren hervorragender Medienbeiträge zum Thema Bürgerschaftliches Engagement, um die Bedeutung dieses Engagements für die Zukunft unserer Gesellschaft hervorzuheben. Es wurden Journalisten ausgezeichnet, die mit ihrer Berichterstattung dazu beitrugen, die öffentliche Wahrnehmung und Wertschätzung von bürgerschaftlichen Initiativen für das Gemeinwohl zu erhöhen. Prämiert wurden Beiträge, die beispielhaft und gegebenenfalls auch kritisch darstellen und fragen, wie und warum Menschen für sich und andere Verantwortung übernehmen.
Zunächst wurde der Journalistenpreis Bürgerschaftliches Engagement nur für den Printjournalismus ausgeschrieben (1.–3. Preis und Serienpreis). Seit 2008 wurde der Preis auch in den Kategorien Hörfunk und Fernsehen vergeben. Er war mit jeweils 10.000 Euro dotiert. Die unabhängigen Jurys für die drei Kategorien Print, Hörfunk und Fernsehen setzten sich aus Journalisten und Experten für ehrenamtliche Arbeit zusammen.
Journalisten bis zu einem Alter von 30 Jahren nahmen mit ihren eingereichten Beiträgen automatisch am Wettbewerb um den Marion-Dönhoff-Förderpreis teil. Dieser wurde nur für Zeitungs- oder Zeitschriftenbeiträge vergeben und war mit 5.000 Euro dotiert.

## Preisträger
1998
- Eric Breitinger (1. Preis): „Ein Spiel, bei dem viele gewinnen“, Deutsches Allgemeines Sonntagsblatt, 28. August 1998.
- Petra Pinzler (2. Preis): „Warme Suppe, gute Laune“, Die Zeit, 5. Dezember 1998.
- Kathrin Haasis (3. Preis): „Ein Traumjob, leider unbezahlt“, Südwest Presse, 20. September 1998.
- Rainer Laubig (Serienpreis): „Türe auf für das Ehrenamt“, Esslinger Zeitung, 1. bis 24. Dezember 1997.

1999
- Rainer Jung (1. Preis): „Der herrlichste Job der Welt“, Deutsches Allgemeines Sonntagsblatt, 3. September 1999.
- Annette Jensen (2. Preis): „Arbeitslos und doch voll beschäftigt“, Süddeutsche Zeitung, 12./13. Dezember 1998.
- Stefan Becker (3. Preis): „Lachen ist die beste Medizin“, Morgenpost am Sonntag, 5. Mai 1999.
- Magnus Reitiger und andere jugendliche Autoren (3. Preis): Sonderseite „Wir tun was!“, Weilheimer Tagblatt, 11. November 1998.
- Lokalredaktion der Frankfurter Rundschau: Martin Feldmann, Helga Franke, Uta Grossmann, Walter Keber, Mae von Lapp, Juliane Mroz, Jochen Notrott, Tobias Schwab, Barbara Simon, Dorothe Stuhl, Frank Tekkilic (Serienpreis): Sonderdruck/Beiträge zum Ehrenamt, Frankfurter Rundschau, Juli 1999 bis September 1999.

2000
- Antje-Maria Lochthofen (1. Preis): „Es ist Zeit“ und „Eine Liebe fürs Leben“, Thüringer Allgemeine, 12. August 2000 und 16. September 2000.
- Dorothée Stöbener, Ute Eberle (2. Preis): „Gutes tun mit Gewinn“, Die Zeit, 21. September 2000.
- Frank Olbert (3. Preis): „Vom Untergang der rüden Schwimmmeister“, Kölner Stadt-Anzeiger, 14. April 2000.
- Vera Fischer (Idee, Konzeption und Umsetzung) (Serienpreis): „Das Ehrenamt“, Berliner Morgenpost, Februar 2000 bis Mai 2000.

2001
- Christian Otto (1. Preis): „Einer für alle“, Hannoversche Allgemeine Zeitung, 31. März 2001.
- Bernd Hauser (2. Preis): „Schutzengel der Savanne“ und „Kampf gegen den großen Frust“, Frankfurter Rundschau, 8. Oktober 2000 und 13. Januar 2001.
- Sannah Koch (3. Preis): „Jobs für Junkies“, Die Woche, 24. August 2001.
- Udo B. Greiner, Alexander Beckmann, Detlef Czeninga, Wolfgang Hörmann, Renate Zunke (1. Serienpreis): „Unser Jahr des Ehrenamtes“, Erlanger Nachrichten, Januar 2001 bis September 2001.
- Martin Lugauer, Redakteure der Zeitungsgruppe Lahn-Dill (2. Serienpreis): „Ehrenamt? Ehrensache!“, Zeitungsgruppe Lahn-Dill, Januar 2001 bis August 2001.
- Wolfgang Hörmann,  Redakteure der Lokalredaktion Kyritzer Tageblatt (3. Serienpreis): „Ehrenamt“, Kyritzer Tageblatt, Januar 2001 bis September 2001.

2002
- Peter Rutkowski (1. Preis): „Ohne uns wäre das Mädchen heute vom Kinn abwärts gelähmt“, Frankfurter Rundschau, 15. November 2001.
- Birgit Schlieper (2. Preis): Sonderseite „Die Ehrenamtsbörse“, Lüdenscheider Nachrichten, 3. August 2002.
- Hansjosef Theyssen (3. Preis): Mehrere Artikel zum Thema „Ehrenamtliche Tätigkeit“, Neue Bildpost, November 2001 bis August 2002.
- Redaktionen der Braunschweiger Zeitung, Chefredakteur Paul-Josef Raue (1. Serienpreis): „gemeinsam – Wie sich Bürger engagieren“, Braunschweiger Zeitung, Juni 2002 bis September 2002.
- Redaktion der Leonberger Kreiszeitung, Chefredakteur Karl Geibel (2. Serienpreis): „Aktiv-Bürger“, Leonberger Kreiszeitung, September 2001 bis August 2002.

2003
- Sybille Thelen (1. Preis): „Bürger vor“, Wochenendbeilage „Brücke zur Welt“, Stuttgarter Zeitung, 30. November 2002.
- Johannes Fischer (2. Preis): „Die Ehre des Homo Hormersdorf“, Freie Presse, 25. April 2003.
- Renate Iffland (3. Preis): „Fit fürs Leben und nein zur Sucht“, Saarbrücker Zeitung, Wochenzeitung für das Köllertal, 5. März 2003.
- Redaktion der Ostthüringer Zeitung, Ressort Thüringen/Wirtschaft vertreten durch Wolfgang Schütze, stellv. Chefredakteur(Serienpreis) : „Aktiv im Ehrenamt“, Ostthüringer Zeitung, 10. März 2003 bis 8. September 2003.

2004
- Kai M. Feldhaus, Johannes Strempel (1. Preis): „Essen ist fertig – ein Tag bei den Rittern der Tafelrunde“, Berliner Illustrierte Zeitung, Sonntagsbeilage der Berliner Morgenpost, 1. Februar 2004.
- Andreas Speen (2. Preis): „Schulprojekt Burkina Faso“, Rheinische Post, 2. Juli 2004.
- Kristina Maroldt (3. Preis): Themenseite „Helfer im Hintergrund“, Sächsische Zeitung, 15. August 2004.
- Lutz Würbach, Heidi Pohle (Serienpreis): „Der Esel, der auf Rosen geht“, Mitteldeutsche Zeitung, Lokalredaktion Halle, 17. Januar – 22. März 2004.

2005
- Hedwig Gafga (1. Preis): „Schlaue Kerle, das sind sie beide“, Chrismon, Juni 2005.
- Michael Netzhammer (2. Preis): „Ein herzliches Haus“, Rheinischer Merkur, 28. April 2005, „Trautes Heim, Glück vereint“, Badische Zeitung, 30. Juli 2005, „Oma Hubbuch mag am liebsten Remmidemmi“, Stuttgarter Zeitung, 9. September 2005.
- Antonie Rietzschel, Peter Stawowy (3. Preis): „Engagiert gegen dumpfe Parolen“, Spiesser – die Jugendzeitschrift, Dezemberauflage 2004.
- Camilla Härtewig, Lena Rehmann (Serienpreis): „Jetzt erst recht!“, Rhein Zeitung/Öffentlicher Anzeiger, 10. – 24. Dezember 2004.
- Hubert Grundner, Thomas Kronewitter, Andrea Schlaier, Wolfgang Schmidt (Serienpreis): „Eigentum verpflichtet – in München hat die Wohltätigkeit Tradition“, Süddeutsche Zeitung, 2. August – 8. September 2005.

2006
- Freia Peters (1. Preis): „Nesta und Podolski“, Welt am Sonntag, 14. Mai 2006.
- Jens Schröder (2. Preis): „Gemeinsinn – Der Aufstieg des Guten“, GEO 12/2005.
- Gabriele Bärtels (3. Preis): „Aufheben ohne viel Aufhebens“, Der Tagesspiegel, 4. Oktober 2005.
- Konzeption und Umsetzung: Miriam Opresnik, Mitarbeit: Anne Klesse, Diana Zinkler (Serienpreis): „Die Hamburg stark machen“, Hamburger Abendblatt, 4. Januar – 22. Mai 2006.

2007
- Christian Sywottek (1. Preis): „Aus dem Nichts“, brand eins, 1. Juni 2007.
- Jan-Geert Wolff (2. Preis): „Der Musikmann kommt!“, Rhein Main Presse, 14. Juli 2007.
- Bernd Volland (3. Preis): „Am Anfang stand der Traum“, stern, 24. Mai 2007.
- Michael Ohnewald, Thomas Faltin (Serienpreis): „Die Engagierten“, Stuttgarter Zeitung, 15. September – 15. November 2006.

2008
- Regine Beyer, Autorin beim SWR (Hörfunk): „Als die Nachbarin im Treppenhaus saß“, gesendet in „SWR2 Leben“, 6. Dezember 2007.
- Till Oeppert, Autor bei Radio Bremen (TV): „Durchboxen“, ausgestrahlt in „Das Erste“ (ARD exclusiv), 29. August 2007.
- Lorenz Wagner, Redakteur der Financial Times Deutschland (Print): „Die zwei Leben des Herrn S.“, Financial Times Deutschland, 21. Dezember 2007.

2009
- Liane Gruß, Martin Schneider und Momo Faltlhauser, Redakteure von Radio Fritz vom Rundfunk Berlin-Brandenburg (Hörfunk): Serie „Die machen’s schon. Portraits von Ehrenamtlern“, gesendet vom 11. bis 15. Mai 2009 auf Radio Fritz.
- Lutz Ackermann, freier TV-Journalist, Anita Blasberg, Redakteurin im „Zeit-Dossier“, Marian Blasberg, Pauschalist bei der „Zeit“ (Fernsehen): „Die Weggeworfenen – Geschichte einer Abschiebung“, ausgestrahlt am 17. Dezember 2008 im ZDF.
- Frank Buchmeier, Redakteur der Stuttgarter Zeitung (Print): „Eines Morgens an der Sonnenuhrhütte“, erschienen am 3. Juni 2009 in der Stuttgarter Zeitung.

2010
- Ariane Heimbach, freie Journalistin (Print): „Elvis, einer von uns“, erschienen in chrismos plus am 1. Juli 2010.
- Anja Rosenow-Sottorf, freie Mitarbeiterin von NDR Info (Hörfunk): „Helles Herz für Mubarak – Das Hamburger Albertinen-Krankenhaus hilft afghanischen Kindern“, gesendet auf NDR Info am 6. Juni 2010.
- Markus Henssler, selbständiger Autor und Regisseur, und Sebastian Georgi, Kameramann, Regisseur und Autor (TV): „Rollis für Afrika – Ein Rollstuhl, ein Leben!“, ausgestrahlt am 28. Oktober 2009 im SWR Fernsehen.

2011
- Ines Jacob, freie Journalistin (TV): „Urlaub im OP – Dr. Borsche in Bolivien“, ausgestrahlt am 16. November 2010 im WDR.
- Gisela Keuerleber, freie Mitarbeiterin bei Filmproduktionen (Dokumentarfilm), Autorin und Moderatorin für den WDR (Hörfunk): „Ein Pate für Familie Demir – eine spannende Beziehung“, gesendet am 19. Juni 2011 in WDR 3 und WDR 5.

2012
- Charlotte Frank, Süddeutsche Zeitung (Print): „Die andere Seite“, erschienen in der Süddeutschen Zeitung am 8. Oktober 2011.
- Nele Quoos, Reporterin 1LIVE (Hörfunk): „Flaschenkinder – wenn Eltern trinken“, gesendet am 9. Januar 2012 auf 1LIVE.
- Antonia Goldhammer, Wolfgang Kerler und Vanessa Lünenschloß, BR (TV): „Mission Verantwortung – Jugendliche im Zeltlager“, ausgestrahlt am 5. Juni 2012 im Bayerischen Fernsehen.